# Horramdare megye

Zandzsán tartomány megyéinek elhelyezkedése

Horramdare megye (perzsául: شهرستان خرمدره) Irán Zandzsán tartománynak egyik délkeleti megyéje az ország északi részén. Északkeleten, keleten Kazvin tartomány, délen, délnyugatról, nyugatról és északnyugatról Abhar megye határolják. Székhelye a 65 000 fős Horramdare városa. A megye lakossága 60 027 fő. A megye egy további kerületre oszlik: Központi kerület.

## Fordítás
- Ez a szócikk részben vagy egészben  a   Khorramdarreh County című angol Wikipédia-szócikk ezen változatának fordításán alapul.  Az eredeti cikk szerkesztőit annak laptörténete sorolja fel. Ez a jelzés csupán a megfogalmazás eredetét és a szerzői jogokat jelzi, nem szolgál a cikkben szereplő információk forrásmegjelöléseként.